# Paweł Lewiecki
Paweł Odrowąż Lewiecki (ur. 8 maja 1896 w Nalczyku, zm. 21 lipca 1974 w Warszawie) – polski pianista i pedagog muzyczny.

## Życiorys
Pochodził z rodziny szlacheckiej, jego ojcem był Stanisław Piotr Odrowąż hrabia Lewiecki, matką natomiast gruzińska księżna Olga Nina Cziczinadze Mdiwani Wasiliewa, dama dworu rosyjskiej carycy. Naukę gry na fortepianie rozpoczął w wieku 4 lat, dwa lata później grał już w petersburskim salonie swojej ciotki. Od 1902 roku kształcił się w konserwatorium w Kiszyniowie, w wieku 11 lat wystąpił w Petersburgu po raz pierwszy z orkiestrą. Koncertował w Rosji i w Paryżu, na petersburskich salonach poznał osobiście Siergieja Rachmaninowa. W latach 1914–1917 był uczniem Konstantina Igumnowa i Aleksandra Skriabina w Konserwatorium Moskiewskim. Konserwatorium ukończył z wyróżnieniem. Studiował też prawo na Uniwersytecie Moskiewskim. W 1917 roku został wcielony do armii carskiej i wysłany do walki z bolszewikami, zdołał przez Besarabię wraz z ojcem i dziadkiem przedostać się do Turcji, skąd wyjechał do Francji.
W 1919 roku wyjechał do Polski i osiadł w Lublinie. Od 1920 do 1924 roku uczył gry na fortepianie w Szkole Muzycznej im. Stanisława Moniuszki w Lublinie i był dyrektorem lubelskiego Instytutu Muzycznego. Od 1924 roku wykładał w Państwowym Konserwatorium Muzycznym w Warszawie. Prowadził ożywioną działalność koncertową, często grywając dzieła fortepianowe Ludomira Różyckiego. Od 1936 roku angażował się w działalność Organizacji Ruchu Muzycznego (ORMUZ). Występował ze śpiewakami: Ireną Cywińską, Jadwigą Zwidryn, Edwardem Benderem i Aleksandrem Michałowskim. Współpracował również ze Stowarzyszeniem Dawnej Muzyki, grając dzieła J.S. Bacha.
11 listopada 1939 roku został aresztowany przez Niemców i osadzony w więzieniu na Pawiaku, skąd został zwolniony wraz z grupą więźniów po interwencji kardynała Adama Sapiehy w marcu 1940 roku. W okupowanej Warszawie występował w kawiarniach Bolesława Woytowicza i U Aktorek. Nauczał w tajnym konserwatorium i grywał w domach prywatnych. Był kilkukrotnie nachodzony w swoim mieszkaniu przez Gestapo. Po 1945 roku był wykładowcą Szkole Muzycznej im. Fryderyka Chopina, a od 1950 roku w Państwowej Wyższej Szkole Muzycznej w Warszawie. Prowadził także działalność koncertową, w 1949 roku dał serię koncertów z okazji 100. rocznicy śmierci Fryderyka Chopina. W 1971 roku z powodu operacji palca zaprzestał występów.
Zasłynął jako wykonawca utworów fortepianowych Fryderyka Chopina, Siergieja Rachmaninowa i Aleksandra Skriabina. Jego uczniami byli m.in. Jadwiga Szamotulska, Wanda Łosakiewicz, Janina Garztecka, Michał Wesołowski, Bogusław Kaczyński, Józef Kański, Andrzej Płonczyński i Ken Sasaki.